# Don Revie
Donald George Revie (10. července 1927, Middlesbrough - 26. května 1989, Edinburgh) byl anglický fotbalista a trenér.
Hrál na postu útočníka za několik anglických klubů. Byl úspěšným trenérem Leedsu United, což mu vyneslo i angažmá u anglické reprezentace.

## Hráčská kariéra
Don Revie hrál na postu útočníka za Leicester City, Hull City, Manchester City, Sunderland a Leeds United. Polovinu kariéry strávil v 1. lize a polovinu ve 2. lize.
Za Anglii hrál 6 zápasů a dal 4 góly.

## Trenérská kariéra
Revie trénoval v letech 1961–1974 Leeds United. Vyhrál s ním 2× anglickou ligu a 2× Veletržní pohár, zaznamenali i další účast ve finále Veletržního poháru a ve finále Poháru vítězů pohárů.
Po druhém titulu v roce 1974 převzal anglickou reprezentaci, ale neuspěl v kvalifikační skupině ani o ME 1976, ani o MS 1978. Z postu trenéra Anglie odešel, když měla před sebou ještě 2 zápasy kvalifikace o MS 1978, přes nesouhlas svazu.

## Úspěchy

### Hráč
Manchester City
- FA Cup: 1955–56

Individuální
- Nejlepší fotbalista ročníku anglické ligy: 1954–55

### Trenér
Leeds United
- First Division: 1968–69, 1973–74
- FA Cup: 1971–72
- Football League Cup: 1967–68
- Veletržní pohár: 1967–68, 1970–71